# Diceros bicornis minor
Diceros bicornis minor
 (septembre 2018).
Si vous disposez d'ouvrages ou d'articles de référence ou si vous connaissez des sites web de qualité traitant du thème abordé ici, merci de compléter l'article en donnant les références utiles à sa vérifiabilité et en les liant à la section « Notes et références ».
Espèce
Sous-espèce
Répartition géographique
Statut de conservation UICN

CRC2a(i); D : 
En danger critique
Statut CITES
Le rhinocéros noir du centre-sud (Diceros bicornis minor) est une sous-espèce du rhinocéros noir.
Bien qu'étant la sous-espèce la plus nombreuse de rhinocéros noirs, elle figure toujours sur la liste des espèces en danger critique d’extinction sur la liste rouge de l’UICN. Comme toutes les autres sous-espèces de rhinocéros noirs, le rhinocéros noir du centre-sud a une lèvre préhensile et vit dans la savane.

## Répartition
Son aire de répartition s'étendait autrefois de l'ouest et du sud de la Tanzanie jusqu'au nord et à l'est de l'Afrique du Sud, en passant par le Malawi, la Zambie, le Zimbabwe et le Mozambique. Il était aussi probablement présent dans le sud de la République démocratique du Congo, le nord de l'Angola et l'est du Botswana.
De nos jours, sa population est concentrée au nord-est de l'Afrique du Sud, dans une moindre mesure au Zimbabwe et dans le Swaziland en plus petit nombre. Le rhinocéros noir du centre-sud avait disparu du Malawi, du Botswana et de la Zambie, mais a été réintroduit dans ces 3 pays. Son statut au Mozambique est incertain, au moins un spécimen a été vu là-bas depuis 2008.

## Population
La population de rhinocéros noirs du centre-sud s'élevait à 9 090 individus dans les années 1980, mais en raison d'une vague de braconnage, elle est tombée à 1 300 en 1995.
En 2001, il n'y avait plus que 1 651 individus dans la nature.
Les effectifs sont remontés à environ 2 200 individus en 2010, dont 1 684 individus en Afrique du Sud, 431 au Zimbabwe et quelques spécimens dans les autres pays.
Au cours des 50 dernières années, leur nombre a diminué de 90%. À l’heure actuelle, ce nombre est globalement en augmentation, bien que décroissant au niveau régional (Zimbabwe). Les menaces envers la sous-espèce sont principalement le braconnage, qui a augmenté ces dernières années.